# The Manchurian Candidate
The Manchurian Candidate é um livro escrito por Richard Condon, sobre o filho de uma poderosa família com tradição política nos Estados Unidos que sofre lavagem cerebral para se tornar um assassino involuntário a serviço do Partido Comunista. A obra foi adaptada para o cinema em duas ocasiões (1962 e 2004).